# Caviteitsindeling volgens Black
De Caviteitsindeling volgens Black is een indeling door Greene Vardiman Black voor classificatie van caviteiten.
- Klasse I: Occlusale caviteit.
- Klasse II: Interproximale caviteit ( tussen twee tanden) van molaren en premolaren.
- Klasse III: Interproximale caviteit bij hoektanden en snijtanden zonder de snijrand.
- Klasse IV: Interproximale caviteit bij hoektanden en snijtanden met inbegrip van de snijrand.
- Klasse V: Tandhalscaviteit.